# Ferland-et-Boilleau
Ferland-et-Boilleau es un municipio canadiense situado en la provincia de Quebec.

## Superficie
Ferland-et-Boilleau tiene una superficie de 383,09 km².

## Demografía
En 2021, tenía 632 habitantes, una densidad poblacional de 1,6 hab./km², y 319 viviendas.